# Marta Verheyen
Marta Verheyen Maynau (Torroella de Montgrí, provincia de Gerona, 1991) es una directora de cine, guionista y fotógrafa española conocida por su película Las amigas de Ágata (2015), ópera prima por la que ha recibido diversos premios y nominaciones.  

## Biografía
Marta Verheyen Maynau nació en Torroella de Montgrí, en la provincia de Gerona, en 1991. Estudió Comunicación Audiovisual en la Universidad Pompeu Fabra en Barcelona. Su proyecto fin de carrera consistió en dirigir el largometraje Las amigas de Ágata junto con sus compañeras Laia Alabart, Alba Cros y Laura Rius, figurando todas como directoras y guionistas. Durante el proceso de creación de la película contaron con el apoyo de sus tutores académicos: Isaki Lacuesta y Elías León Siminiani.
La película fue un proyecto que desarrollaron de forma integral entre las cuatro codirectoras, siendo producida por Lastor Media de Barcelona y distribuida por Avalon. Verheyen fue entrevistada en el programa de televisión Artic (2013) y Serie Cinema 3 (2015/2016) en su faceta de directora de cine y guionista. En junio de 2016 el programa de cine de Televisión Española, Días de cine (Programa N.º 22 de 2016 - 1103 histórico, 425 de la Corporación), fue entrevistada junto a las otras tres codirectoras de Las amigas de Ágata, destacando su juventud. La película cuenta la historia de un grupo de chicas de 20 años. La crítica resaltó la "enorme naturalidad dramática y soberbia economía narrativa alcanza la emoción en el mejor sentido" y que era "una de esas sorpresas que de vez en cuando nos da el cine español". Las amigas de Ágata fue un fenómeno inesperado dentro del panorama del cine independiente español reconocido en festivales de referencia como Abycine de Albacete y el D'A Festival Internacional de Cinema d’Autor de Barcelona.

## Filmografía
- 2015: Las amigas de Ágata (original en catalán Les amigues de L’Àgata).[11]

## Premios
La ópera prima de Marta Verheyen ha sido reconocida con diversos premios y nominaciones tanto dentro como fuera de España.
Las amigas de Ágata obtuvo 11 candidaturas a los Premios Goya 2017 y fue nominada ese mismo año a los Premios Gaudí como Mejor película en lengua catalana.
La película también fue nominada en 2015 en la categoría de Mejor ópera prima en los Premios del Festival Cinespaña de Toulouse. En el Festival Internacional del Cine de Tarragona REC 2015, obtuvo el Premio del Jurado Joven y Mención Especial del Jurado. En el Festival Internacional de Cine de Albacete, Albycine, fue el Proyecto ganador ABYCINE – AMNISTÍA INTERNACIONAL y Premio ABYCINE Indie. También consiguió el premio del público en el D’A Festival Internacional de Cinema d’Autor de Barcelona.